# Собчук Валентин Миколайович
Валенти́н Микола́йович Собчу́к (*4 липня 1964, с. Волиця) — український поет, журналіст.

## Біографія
Закінчив філологічний факультет Луцького педінституту. Служив у війську. Кар'єру журналіста розпочав у 1986 р. в м. Дніпродзержинську спочатку кореспондентом відділу листів, а тоді промислово-економічного відділу газети «Дзержинець».
1991—1995 рр. — заступник головного редактора, гол. редактор новоствореного часопису Дніпродзержинської міськради «Думка».
З 1995 по 2001 рр. — власкор, завідувач кореспондентським пунктом газети «Закон і бізнес» у Дніпропетровській області.
З 2001 р. — в Києві.
З 15. 07. 2001 по 31.08 2002 рр. — заступник головного редактора газети «Бізнес і політика».
З 08. 2002 по 09. 2003 рр. — головний редактор відділу ПР та реклами ТРК «Студія плюс».
З 1.10 2003 по 31.05. 2007 рр. — головний редактор — корпоративного журналу «ТАС-інформ».
З 15. 10. 2008 по 1.08.2010 рр. головний редактор газети «Правосуддя України».
Був автором всеукраїнських видань: «Деловая Украина», «ВВС», «Персонал-плюс», «Гроза» та ін. У даний час — на творчій роботі.

## Творчість
Член Національних спілок письменників і журналістів. Лауреат літературної премії ім. Антоновичів. Автор поетичних книжок: «Вокзали душ» «Приручене каміння», «Світло світанкової води», «Крона», «Біла гора», «Amore»;
«Повінчані з небом» «Серце троянди», «Фрески», «У глибинах роси» прозових: сатиричних «Пером і серпом», «І сміх і гріх, збірки есеїв „На край моря“ та „По святих місцях“, історичних повістей „Агапіт“, „Юс великий“, „Сага про Олію“. Романів: „ Коло“, „Князь“, „Літо на Парнасі“, Засвіт встали козаченьки», « З варяг у греки», збірки творів про те,звідки в 2022 році почалася війна «Рубікон», історичної повісті «Піддубний. Перемоги й непрошена любов до України».
Друкувався в журналах «Прапор», «Січеслав», «Жінка», поетичних антологіях Придніпров'я, Київщини, Волині.
| українська література | Це незавершена стаття про українського письменника. Ви можете допомогти проєкту, виправивши або дописавши її. |